# Фабер, Иоганн Готтлиб
Иоганн Готтлиб Фабер (нем. Johann Gottlieb Faber; 8 марта 1717, Штутгарт — 18 марта  1779, Штутгарт) — немецкий протестантский богослов. Профессор Тюбингенского университета. поэт, эссеист.

## Биография
С 1733 года обучался в университете Тюбингена. В 1744 году — викарий в Штутгарте, в 1746 году стал пастором в Дуслингене.
В 1748 году назначен профессором истории, красноречия и поэзии в университете Тюбингена. С 1752 года — доцент, с 1755 года — профессор богословия, в 1767 году — прелат и член консистории, с 1773 года — придворный проповедник в Штутгарте.
Кроме ряда богословских трудов и проповедей, опубликовал стихи и эссе.